# Station Sochaczew
Station Sochaczew is een spoorwegstation in de Poolse plaats Sochaczew.